# Combat de Lamballe
Chouannerie
Batailles
- 1er Vannes
- Fouesnant
- Scrignac
- Lannion
- Pontrieux
- Bourgneuf-la-Forêt
- Plumelec
- Savenay
- Loiré
- Ancenis
- 2e Vannes
- Pluméliau
- Pontivy
- 1er La Roche-Bernard
- 1er Rochefort-en-Terre
- Pacé
- Guérande
- Fleurigné
- Fougères
- Vitré
- Mané-Corohan
- Plabennec
- Saint-Pol-de-Léon
- Kerguidu
- Lamballe
- Saint-Perreux
- 2e Rochefort-en-Terre
- 2e La Roche-Bernard

La combat de Lamballe  se déroula à la suite d'une révolte paysanne contre la levée en masse lors de la Pré-Chouannerie.

## Combat
Le 23 mars, dans les Côtes-du-Nord, 4 000 paysans des environs de Bréhand et de Moncontour se rassemblent et placent à leur tête le chevalier de Boishardy. Celui-ci attaque à Coëtmieux une diligence transportant un courrier officiel de Paris, puis s'empare de Pommeret et avec 500 hommes repousse la garde nationale de Lamballe, qui avait tenté une sortie et perd un homme de tué. Néanmoins, le 25 mars, une partie des paysans attaquent Lamballe, mais il ne semble pas que Boishardy ait commandé l'expédition, les paysans se heurtent à 300 gardes nationaux et perdent 12 hommes de tués alors que les Républicains n'ont ni tué ni blessé. Dans les jours qui suivent, les patriotes font 31 ou 37 prisonniers, 7 ou 9 d'entre eux, pris les armes à la main, sont exécutés et les autres déportés, ce qui incita les paysans à se soumettre. Boishardy vit sa tête mise à prix, mais parvint à échapper aux recherches

## Sources
- Roger Dupuy, La Bretagne sous la Révolution et l’Empire, 1789-1815, éditions Ouest-France université, Rennes, 2004
- Guy de Sallier Dupin, Boishardy, chef chouan breton, éditions la Plomée, 2000, p. 26-27.